# Trokán Anna
Trokán Anna (Budapest, 1984. június 29. –) magyar színésznő.

## Életpályája
Édesapja Trokán Péter és édesanyja Papadimitriu Athina, akik 11 éves korában elváltak. Édestestvére Trokán Nóra. Mindannyian színészek. Bár húgával sok időt töltött a színházban, színházi emberek között, zenéltek, táncoltak, balettre jártak, gyerekként még orvosnak készült, a Szent Margit Gimnázium biológia szakára járt. Tizenhat évesen azonban rájött, hogy a színészet az ő szakmája is. Érettségi után a Színház- és Filmművészeti Egyetemre felvételizett, de elsőre nem vették fel. Előbb, még harmadikos gimnazista korától Földessy Margit drámastúdiójába, majd gimnázium után a Pesti Magyar Színiakadémiára járt, ahol meghatározó élménye volt, hogy az István, a királyban is szerepelhetett, ahol féltestvére Réka láthatta őt úgy, mint ő a szüleit.
2005-ben, húgával egyszerre vették fel a Színház- és Filmművészeti Egyetemre, ahol zenés színészi szakon, Huszti Péter és Kerényi Imre osztályába járt. Szakdolgozatát 2009-ben "A név kötelez?" címmel írta, témavezetője Novák Eszter volt. Diplomázását követően, Eperjes Károly mint a veszprémi Petőfi Színház művészeti tanácsadója főiskolai vizsgaelőadását megnézve hívta a teátrumhoz. De Trokán Anna ekkor még a Budapesti Kamaraszínházat választotta, ott töltötte gyakorlóidejét. Egy év után Eperjes Károly újra megkereste és Szinetár Miklós, Szergej Maszlobojscsikov és Valló Péter rendezők neveivel vidékre csábította a fiatal színésznőt. 2015-től szabadúszó, Veszprémből visszaköltözött Budapestre – azóta a Nemzeti Színházban, Nyíregyházán, Veszprémben és a Váci Dunakanyar Színházban játszott. 2024-től a Pesti Magyar Színház tagja.
A PapadimiTRió nevű formációt édesanyja 2009-ben vetette fel először, melyben azóta többször, Papadimitriu Athina, Trokán Anna és Nóra együtt énekelve lépett fel különböző rendezvényeken.
Anna óvodás koráig csak görögül beszélt. A nyarakat ha teheti nagyon szívesen tölti Görögországban. Nagyszülei egy egyiptomi görög kolóniából kerültek Magyarországra. Nagyapja pilóta volt. Lovagol is, édesanyjával többször fellépett már Nyíregyházán, a Nyírségi Vágta alkalmával. 2016-ban húgával a Szent István Egyetem állatorvos-tudományi karának hippológia szakára jár.
12 évig dzsesszbalettezett. 2020-tól terepfutóként is gyakran találkozhatunk vele különböző versenyeken.
Első férje a brit Stuart Relph, a The Biebers zenekar egyik alapítója, dalszerzője, színházi szakember volt, akitől elvált.

## Díjai
- Értékdíj – Story Ötcsillag-díjátadó (2012)[14]
- Junior Prima díj (2012)[15]
- Legjobb színésznő – Városmajori Színházi Szemle (Tündérlaki lányok, veszprémi Petőfi Színház, megosztva Trokán Nórával, 2013)[16]
- Petőfi-közönségdíj – veszprémi Petőfi Színház (2013)[17]

## Szerepei

### Filmszerepek
- Latin érintés – Historia de un amor (koncertfilm, 2009[18]) – közreműködő
- Koccanás (tévéfilm adaptáció, 2009) – turistalány[19]
- Az ügynökök a paradicsomba mennek (játékfilm, 2010) – Ildikó[20]
- Casino (magyar filmsorozat, 2011) – Réti Alma
- Hercules (amerikai akciófilm, 2014) – bába
- Wake (magyar kisjátékfilm, 2015) – women[21]
- What if? (magyar címe: Mi lenne, ha?, kisjátékfilm, 2016)
- Szeretföld (magyar játékfilm, 2017) – Cikóné[22]
- Lajkó – Cigány az űrben (magyar játékfilm, 2018)
- 200 első randi (magyar sorozat, 2018–2019) – Melinda
- A Szerenád (2021)[23]
- Hotel Margaret (magyar filmsorozat, 2022) – pincérnő
- Halo (2022) Trokan
- A másik érintése (magyar játékfilm, 2023) – Ildikó

### Színházi szerepek
A Színházi adattárban regisztrált bemutatóinak száma 2016. június 20-án: 38
- William Somerset Maugham, Fodor László: Dzsungel (Karinthy Színház, 2004)[24]
- Charles-Ferdinand Ramuz, Igor Sztravinszkij: A katona története (Magyar Állami Operaház – Thália Színház, 2007)[24]
- My Fair Lady (Színház- és Filmművészeti Egyetem – Ódry Színpad, 2007)
- Özvegyek (Színház- és Filmművészeti Egyetem – Ódry Színpad)
- Szeget szeggel (Budapesti Kamaraszínház – Ericsson Stúdió, 2007)
- Szeressük egymást gyerekek (Színház- és Filmművészeti Egyetem – Ódry Színpad, 2007)
- A lét elviselhetetlen könnyűsége (Színház- és Filmművészeti Egyetem Ódry Színpad, 2008)
- Dolores (Budapesti Kamaraszínház – Shure Stúdió, 2008)
- Godspell (Színház- és Filmművészeti Egyetem – Ódry Színpad, 2008)
- Világzene (Színház- és Filmművészeti Egyetem – Ódry Színpad, 2008)
- Emberbarát (Budapesti Kamaraszínház – Ericsson Stúdió, 2008–2009 között)
- Az Isten lába (Budapesti Kamaraszínház – Shure Stúdió, 2009)
- Bástyasétány 77. (Színház- és Filmművészeti Egyetem – Ódry Színpad, 2009)
- Padlószőnyeg (Budapesti Kamaraszínház – Ericsson Stúdió, 2009)
- Tisztelt Ház (Karinthy Színház, 2009)
- Mindenkit megnyúzunk (Budapesti Kamaraszínház – Shure Stúdió, 2009)
- A dinnyék színész (Budaörsi Latinovits Színház, 2010-től)
- A királyasszony lovagja (Thália Színház, 2010)
- Anna Karenina (Veszprémi Petőfi Színház, 2010)
- Mese a bíborszínű virágról (Merlin Színház – Karaván Művészeti Alapítvány, 2010)
- Latin érintés (Veszprémi Petőfi Színház, 2010)
- Szentivánéji álom (Veszprémi Petőfi Színház, 2010)
- Chioggiai csetepaté (Veszprémi Petőfi Színház, 2011)
- Értelem és érzelem (Veszprémi Petőfi Színház, 2011)
- Figaro házassága (Veszprémi Petőfi Színház, 2011)
- Jeanne D'arc (Veszprémi Petőfi Színház, 2011)
- Koldusopera (Veszprémi Petőfi Színház, 2011)
- Süt a Hold (Karinthy Színház, 2011)
- Adáshiba (Veszprémi Petőfi Színház, 2012)
- Csalódások (Veszprémi Petőfi Színház, 2012)
- Érinthetetlenek (Margitszigeti Szabadtéri Színpad, 2012)
- A Montmartre-i ibolya (Veszprémi Petőfi Színház, 2013)
- A tündérlaki lányok (Veszprémi Petőfi Színház, 2013)
- Éjjeli menedékhely (Veszprémi Petőfi Színház, 2013)
- Képzelt riport egy amerikai popfesztiválról (Gárdonyi Géza Színház, 2013)
- A kávéház (Veszprémi Petőfi Színház, 2014)
- Athina – A nagy szülinapi buli (Spirit Színház, 2014)
- Chicago (Veszprémi Petőfi Színház, 2014)
- Isten ostora (Nemzeti Színház, 2014)
- Veszedelmes viszonyok (Veszprémi Petőfi Színház, 2014)
- Levelek a lövészárokból (Veszprémi Petőfi Színház, 2014)
- Az ördög (Móricz Zsigmond Színház, 2015)
- Éden földön (Hany Istók legendája) (Nemzeti Színház, 2015)
- Édeskettes hármasban (Iseumi Szabadtéri Játékok, 2015)
- Kulcskeresők (Veszprémi Petőfi Színház, 2015)
- Megadom magam (Váci Dunakanyar Színház, 2016)
- Csoportterápia (Kőszegi Várszínház, 2019)